# Айрон-Ридж (Вісконсин)
Айрон-Ридж (англ. Iron Ridge) — селище (англ. village) в США, в окрузі Додж штату Вісконсин. Населення — 904 особи (2020).

## Географія
Айрон-Ридж розташований за координатами 43°23′53″ пн. ш. 88°31′55″ зх. д. / 43.39806° пн. ш. 88.53194° зх. д. (43.398061, -88.531928).  За даними Бюро перепису населення США в 2010 році селище мало площу 1,76 км², з яких 1,75 км² — суходіл та 0,01 км² — водойми.

## Демографія
Згідно з переписом 2010 року, у селищі мешкало 929 осіб у 390 домогосподарствах у складі 234 родин. Густота населення становила 528 осіб/км².  Було 409 помешкань (232/км²).
Расовий склад населення:
| - 96,9 % — білих - 0,5 % — чорних або афроамериканців - 0,3 % — корінних американців - 0,1 % — азіатів - 1,6 % — осіб інших рас |

До двох чи більше рас належало 0,5 %. Частка іспаномовних становила 3,1 % від усіх жителів.
За віковим діапазоном населення розподілялося таким чином: 22,9 % — особи молодші 18 років, 67,7 % — особи у віці 18—64 років, 9,4 % — особи у віці 65 років та старші. Медіана віку мешканця становила 38,3 року. На 100 осіб жіночої статі у селищі припадало 107,4 чоловіків;  на 100 жінок у віці від 18 років та старших — 105,7 чоловіків також старших 18 років.
Середній дохід на одне домашнє господарство  становив 61 764 долари США (медіана — 53 897), а середній дохід на одну сім'ю — 64 385 доларів (медіана — 63 750). Медіана доходів становила 44 205 доларів для чоловіків та 40 357 доларів для жінок. За межею бідності перебувало 9,7 % осіб, у тому числі 7,8 % дітей у віці до 18 років та 20,2 % осіб у віці 65 років та старших.
Цивільне працевлаштоване населення становило 507 осіб. Основні галузі зайнятості: виробництво — 46,4 %, освіта, охорона здоров'я та соціальна допомога — 16,4 %, роздрібна торгівля — 9,7 %, мистецтво, розваги та відпочинок — 6,3 %.